# استخوان نشیمنگاهی

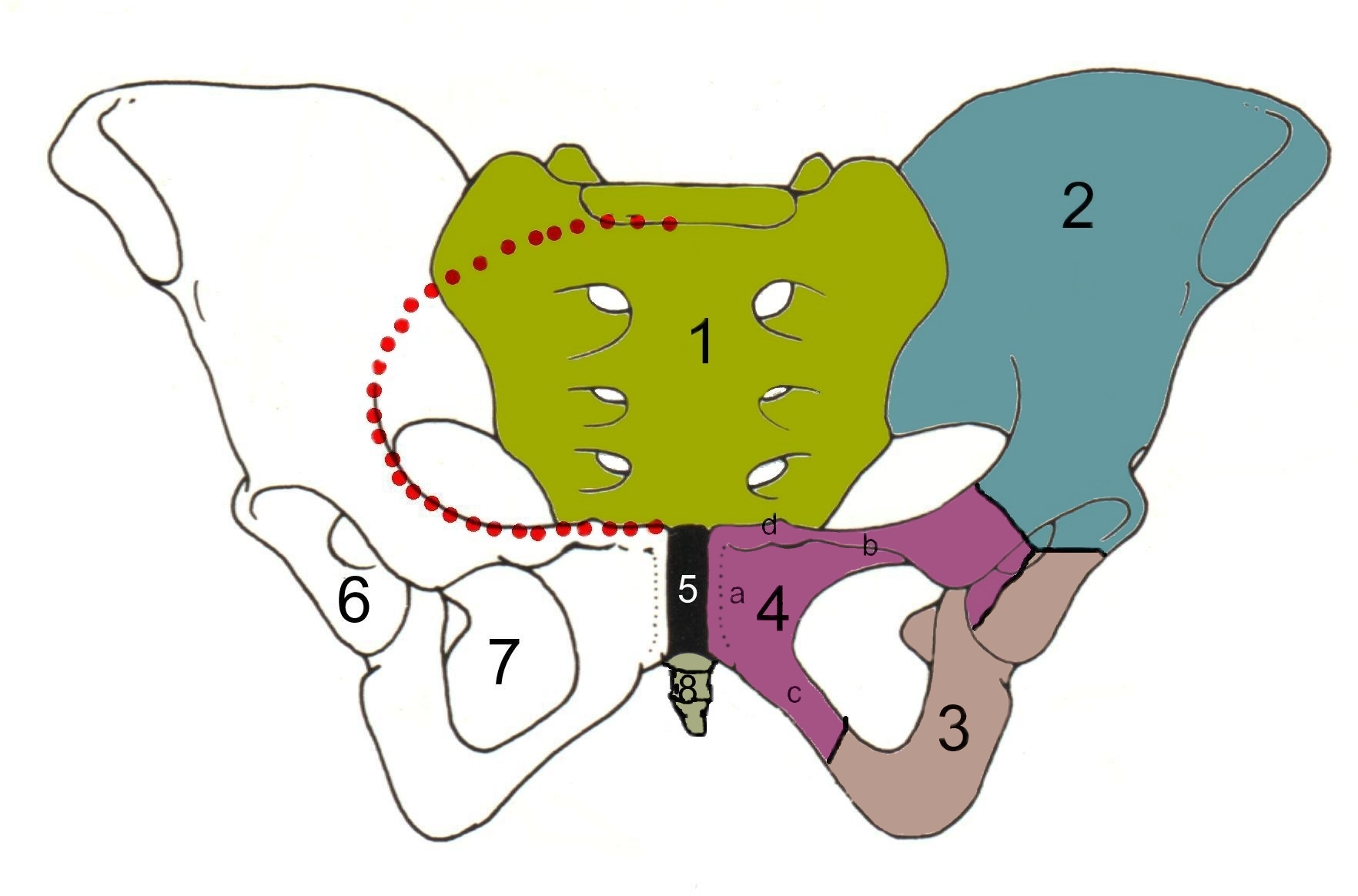
استخوان‌های لگن. ۱. استخوان خاجی ۲. استخوان تهیگاهی ۳. استخوان نشیمنگاهی ۴. استخوان شرمگاهی ۵. التصاق شرم‌گاهی ۶. حفره حقه‌ای ۷. سوراخ سِدادی ۸. دنبالچه خط قرمز: خط انتهایی/محدوده لگن.

استخوان نِشیمنگاهی که به عربی استخوان وَرِک و به لاتین استخوان ایسکیوم (Ischium) نامیده می‌شود یکی از سه قسمت استخوان بی‌نام در دوران نوزادی است.
در افراد بالغ غضروف‌ها تبدیل به استخوان شده و لگن خاصره یکپارچه استخوانی می‌گردد. از مجموع دو نیم‌لگن و استخوان خاجی فضایی به وجود می‌آید که به آن لگن خاصره می‌گویند.
استخوان پاشنه پا و استخوان‌های نشیمنگاهی دو استخوانی هستند که برای تحمل بیشترین فشارها در بدن انسان تکامل یافته‌اند. استخوان‌های نشیمنگاهی مهم‌ترین و بهترین ناحیه برای تحمل وزن هنگام نشستن هستند.

## ساختار
استخوان نشیمنگاهی از سه قسمت تشکیل شده است - تنه، شاخه بالایی و شاخه پایینی. تنه شامل یک خار برجسته است که به عنوان مبدأ ماهیچه دوقلوی فوقانی عمل می‌کند. فرورفتگی پایین‌تر از خار، بریدگی سیاتیک کوچک‌تر است. در ادامه به سمت پایین، برجستگی نشیمنگاهی، یک برجستگی ضخیم با سطح ناهموار در زیر بریدگی سیاتیک کوچک‌تر قرار دارد. این قسمتی است که هنگام نشستن وزن را تحمل می‌کند (به خصوص روی سطح سخت قابل توجه است) و می‌توان آن را به سادگی با نشستن روی انگشتان احساس کرد. این برجستگی به عنوان مبدأ ماهیچه دوقلوی تحتانی و ماهیچه‌های همسترینگ عمل می‌کند. شاخه بالایی، منشأ بخشی از ماهیچه سدادی درونی و ماهیچه‌های سدادی بیرونی است. شاخه پایینی تا حدی به عنوان منشأ بخشی از ماهیچه نزدیک‌کننده بزرگ و ماهیچه نواری عمل می‌کند. شاخه نشیمنگاهی پایینی در جلو به شاخه پایینی استخوان شرمگاهی می‌پیوندد و قوی‌ترین استخوان لگن (بی‌نام) است.

## تنه
تنه به حفره حقه‌ای (استابولوم) وارد می‌شود و کمی بیش از دو پنجم این حفره را تشکیل می‌دهد. سطح خارجی آن بخشی از سطح هلالی حفره و بخشی از حفره حقه‌ای را تشکیل می‌دهد. سطح داخلی آن بخشی از دیواره لگن کوچک است. این سطح به برخی از الیاف سدادی داخلی منشأ می‌دهد. هیچ ماهیچه‌ای روی تنه قرار نمی‌گیرد.
حاشیه قدامی آن به صورت برجستگی سدادی خلفی بیرون زده است. از لبه خلفی آن، یک برجستگی مثلثی نازک و نوک تیز، که در افراد مختلف کم و بیش کشیده است، به سمت عقب امتداد می‌یابد، که همان خار نشیمنگاهی است، منشأ ماهیچه دوقلوی فوقانی.
بالای خار یک بریدگی بزرگ، بریدگی سیاتیک بزرگ؛ در زیر خار یک بریدگی کوچکتر، بریدگی سیاتیک کوچک‌تر قرار دارد.

## شاخه بالایی
شاخه بالایی استخوان نشیمنگاه (شاخه نزولی) از بدن به سمت پایین و عقب بیرون زده و سه سطح برای بررسی ارائه می‌دهد: خارجی، داخلی و خلفی.
سطح خارجی به شکل چهارضلعی است. در بالا توسط شیاری که زردپی سدادی خارجی را در خود جای می‌دهد محدود می‌شود. در زیر با شاخه پایینی پیوسته است. در جلو به وسیله حاشیه خلفی سوراخ سدادی محدود می‌شود. در پشت، یک حاشیه برجسته آن را از سطح خلفی جدا می‌کند. در جلوی این حاشیه، سطح به ماهیچه چهارگوش رانی منشأ می‌دهد، و در جلوی این، به برخی از الیاف مبدأ سدادی خارجی. قسمت پایینی سطح، بخشی از نزدیک‌کننده بزرگ را ایجاد می‌کند.
سطح داخلی بخشی از دیواره استخوانی لگن کوچک را تشکیل می‌دهد. در جلو، توسط حاشیه خلفی سوراخ سدادی محدود می‌شود. در زیر، با یک برآمدگی تیز که به گسترش داسی‌شکل رباط خاجی‌تکمه‌ای متصل می‌شود و در قدامی‌تر، ماهیچه‌های میان‌دوراهی (پرینه‌ای) عرضی و ایسکیوکاورنوسوس را ایجاد می‌کند، محدود می‌شود.
در قسمت خلفی، شاخه یک تورم بزرگ، برجستگی استخوان نشیمنگاه را تشکیل می‌دهد، جایی که ماهیچه‌های همسترینگ منشأ می‌گیرند.

## شاخه پایینی
شاخه پایینی استخوان نشیمنگاه (شاخه صعودی)، قسمت نازک و صافی از استخوان نشیمنگاه است که از شاخ بالایی بالا می‌رود و به شاخه پایینی استخوان شرمگاهی می‌پیوندد - محل اتصال در بزرگسالان با یک خط برجسته مشخص می‌شود.
سطح بیرونی برای منشأ ماهیچه سدادی بیرونی و برخی از الیاف ماهیچه نزدیک‌کننده بزرگ ناهموار است. سطح داخلی آن بخشی از دیواره قدامی لگن را تشکیل می‌دهد.
حاشیه داخلی آن ضخیم، ناهموار، کمی برآمده، بخشی از خروجی لگن را تشکیل می‌دهد و دارای دو برآمدگی و یک فضای بینابینی است.
برآمدگی‌ها با برآمدگی‌های مشابه روی شاخه پایینی استخوان شرمگاهی پیوسته هستند: به قسمت بیرونی لایه عمیق نیام سطحی میان‌دوراه (فاسیای Colles) و به قسمت داخلی فاسیای تحتانی دیافراگم ادراری تناسلی متصل است.
با ردیابی این دو برآمدگی به سمت پایین، آنها درست در پشت نقطه مبدأ ماهیچه‌های پرینه‌ای عرضی به هم می‌پیوندند. در اینجا، دو لایه نیام (فاسیا) در پشت حاشیه خلفی ماهیچه پیوسته هستند.
به فضای بینابینی، درست در جلوی نقطه اتصال برآمدگی‌ها، پرینه‌ای عرضی متصل می‌شود و در جلوی این قسمت ایسکیوکاورنوسوس و در مردان، کروس آلت تناسلی یا در زنان کروس کلیتوریس قرار دارد.
مرز جانبی آن نازک و تیز است و بخشی از حاشیه داخلی سوراخ سدادی را تشکیل می‌دهد.

## اهمیت بالینی
از نظر بالینی، ممکن است شکستگی کندگی برجستگی نشیمنگاهی رخ دهد.
شکستگی‌های کندگی استخوان لگن (کنده شدن یا پارگی برجستگی نشیمنگاهی) ممکن است در نوجوانان و بزرگسالان جوان در طول ورزش‌هایی که نیاز به شتاب ناگهانی یا نیروهای کاهش سرعت دارند، مانند دویدن یا ضربه زدن در فوتبال، فوتبال، پرش با مانع، بسکتبال، و هنرهای رزمی رخ دهد. این شکستگی‌ها در برجستگی‌ها (برجستگی‌های استخوانی که فاقد مراکز استخوان‌سازی ثانویه هستند) رخ می‌دهند. شکستگی‌های کندگی در جایی رخ می‌دهند که ماهیچه‌ها متصل می‌شوند: خارهای ایلیاک قدامی فوقانی و تحتانی، برجستگی‌های نشیمنگاهی و شاخه‌های ایسکیوپوبیک. قسمت کوچکی از استخوان با یک تکه تاندون یا رباط متصل کنده می‌شود (پاره می‌شود).
بورسیت ایسکیال (همچنین به عنوان ته بافنده شناخته می‌شود) التهاب کیسه زلاله‌ای (بورس سینوویال) است که بین ماهیچه سرینی بزرگ و برجستگی نشیمنگاهی قرار دارد، و معمولاً در اثر نشستن طولانی مدت روی یک سطح سخت ایجاد می‌شود.

## آسیب‌ها
استخوان‌های نشیمنگاهی تنها ۸ درصد سطح تماس با صندلی را اشغال می‌کنند و این در حالی است که ۶۵ درصد وزن بدن را تحمل می‌نمایند؛ بنابراین به استخوان‌های نشیمنگاهی فشار زیادی وارد می‌شود.
اگر روی یک سطح صاف و بدون انعطاف بنشینیم، استخوان‌های نشیمنگاهی در ته لگن، به ناحیهٔ کوچکی از ماهیچه‌های سرینی یا همان عضلات باسن، عصب سیاتیک و رگ‌ها ساییده می‌شوند که فرد را دچار بی‌قراری و درد می‌کند. در این هنگام سعی می‌کنید از جایتان بلند شوید و درد را کاهش دهید اما دوباره به محض نشستن این درد سراغتان می‌آید.
اگر قدرت جابه‌جا شدن نداشتیم این فشار می‌توانست در عرض ۱۰ تا ۱۵ دقیقه باعث بسته شدن مویرگ‌ها و عدم تغذیه و اکسیژن‌رسانی به سلول‌ها گردد و پوست و عضلات را تخریب نماید. این همان چیزی است که به آن زخم بستر می‌گویند
زمین‌خوردن روی باسن یا ضربه مستقیم به این ناحیه هم می‌تواند باعث بروز بورسیت استخوان نشیمنگاهی شود.

## تاریخ
پذیرش نام ischium در ادبیات پزشکی انگلیسی به حدود ۱۶۴۰ برمی‌گردد. اصطلاح لاتین از یونانی ἰσχίον iskhion به معنای «مفصل ران» گرفته شده است. تقسیم استابولوم به ایسکیوم (ἰσχίον) و ایلیوم (λαγών, os lagonicum) به دلیل جالینوس، De ossibus است. با این حال، جالینوس از ذکر عانه به عنوان یک استخوان جداگانه صرف نظر می‌کند.
در فارسی به استخوان نشیمنگاهی در قدیم استخوان بَرسویِ ران و استخوان وَرِک نیز می‌گفتند. این نام دوم از عربی وِرک برگرفته شده که جمع آن اوراک است.

## حیوانات دیگر

### دایناسورها
تبارشاخه دایناسورها بر اساس ساختار لگن، از جمله مهم‌تر از همه استخوان نشیمناهی، به خزنده‌کَفَلان (ساریشیا) و پرنده‌کفلان (اورنیتیشیا) تقسیم می‌شود.
در اکثر دایناسورها، استخوان نشیمنگاه از ایلیوم به سمت پایین و به سمت دم حیوان امتداد می‌یابد. استابولوم که می‌توان آن را به عنوان یک «پریز لگن» در نظر گرفت، یک دهانه فنجانی شکل در هر طرف کمربند لگنی است که در جایی که استخوان نشیمنگاه، استخوان تهیگاهی و شرمگاهی به هم می‌رسند و سر استخوان ران در آن قرار می‌گیرد، تشکیل می‌شود. جهت‌گیری و موقعیت استابولوم یکی از ویژگی‌های اصلی جسمانی است که باعث می‌شد دایناسورها با پاهای خود مستقیماً زیر بدن خود در حالت ایستاده راه بروند.

استخوان نشیمنگاهی در جانوران پرنده‌کَفَل
استخوان نشیمنگاهی در جانوران خزنده‌کفل